# Katedra św. Maurycego w Angers
Katedra św. Maurycego (fr. Cathédrale Saint-Maurice) – rzymskokatolicka świątynia znajdująca się we francuskim mieście Angers, w Kraju Loary.

## Historia
Pierwsza wzmianka o katedrze pochodzi z 470, informuje ona o spaleniu kościoła przez Franków. Była to budowla romańska. W VIII wieku nadano jej wezwanie św. Maurycego. Świątynię odbudowano po pożarze w 1032 za panowania biskupa Huberta z Vendôme. W latach 1149–1152 wzniesiono nowe sklepienia. W 1250 wzniesiono absydę. Kościół ponownie spłonął w 1533 roku, odbudową kierował Jean Delespine, który wzniósł środkową, renesansową wieżę zwieńczoną latarnią. W 1537 fasadę udekorowano rzeźbami przedstawiającymi św. Maurycego i jego siedmiu towarzyszy. Podczas rewolucji francuskiej kościół pełnił funkcję Świątyni Rozumu. W 1944, podczas II wojny światowej, w kościół trafiła bomba lotnicza, niszcząc część średniowiecznych witraży.

## Architektura i wyposażenie
Jest to gotycko-renesansowy kościół salowy, z transeptem. Charakterystycznym elementem kościoła jest trójwieżowa fasada, przy czym dwie boczne wieże są gotyckie, a centralna – renesansowa. 
W średniowieczu ściany i sklepienia świątyni były pokryte freskami, wiele z nich zniszczono w XIX wieku. W 1980 za boazerią w prezbiterium odkryto pozostałości malowidła przedstawiającego żywot św. Mauryla z Angers.
Cennym zabytkiem kościoła są witraże, najstarszy zachowany z nich pochodzi z 1165, przedstawia on dzieciństwo Chrystusa. Inne witraże wykonane pod koniec XII wieku, za panowania biskupa Raoula de Beaumonta, przedstawiają: męczeństwo św. Katarzyny, Zaśnięcie Matki Bożej i męczeństwo św. Wincentego. Witraże w prezbiterium wykonano w XIII wieku. 
W skrzyżowaniu naw stoi barokowy ołtarz, wzorowany na ołtarzu bazyliki św. Piotra na Watykanie i ołtarzu kościoła Val-de-Grâce w Paryżu. W północnym ramieniu transeptu stoi ołtarz Matki Bożej, a w południowym – św. Maurycego.
Boazeria zdobiąca prezbiterium pochodzi z czasów Ludwika XVI.
Na emporze znajdują się organy, wzniesione w 1747 i uruchomione 10 maja 1748. Wyremontowano je w 1832 i 1870, przy czym drugą restauracją kierował organmistrz Aristide Cavaillé-Coll. Kolejne remonty odbyły się na początku XX wieku i 1936 roku, pracami kierowali kolejno Louis Debierre i Georges Gloton. Podczas II wojny światowej instrument został znacznie uszkodzony, naprawę organów ukończono 8 listopada 1959, jako pierwszy po renowacji zagrał na nich Marcel Dupré.

## Galeria

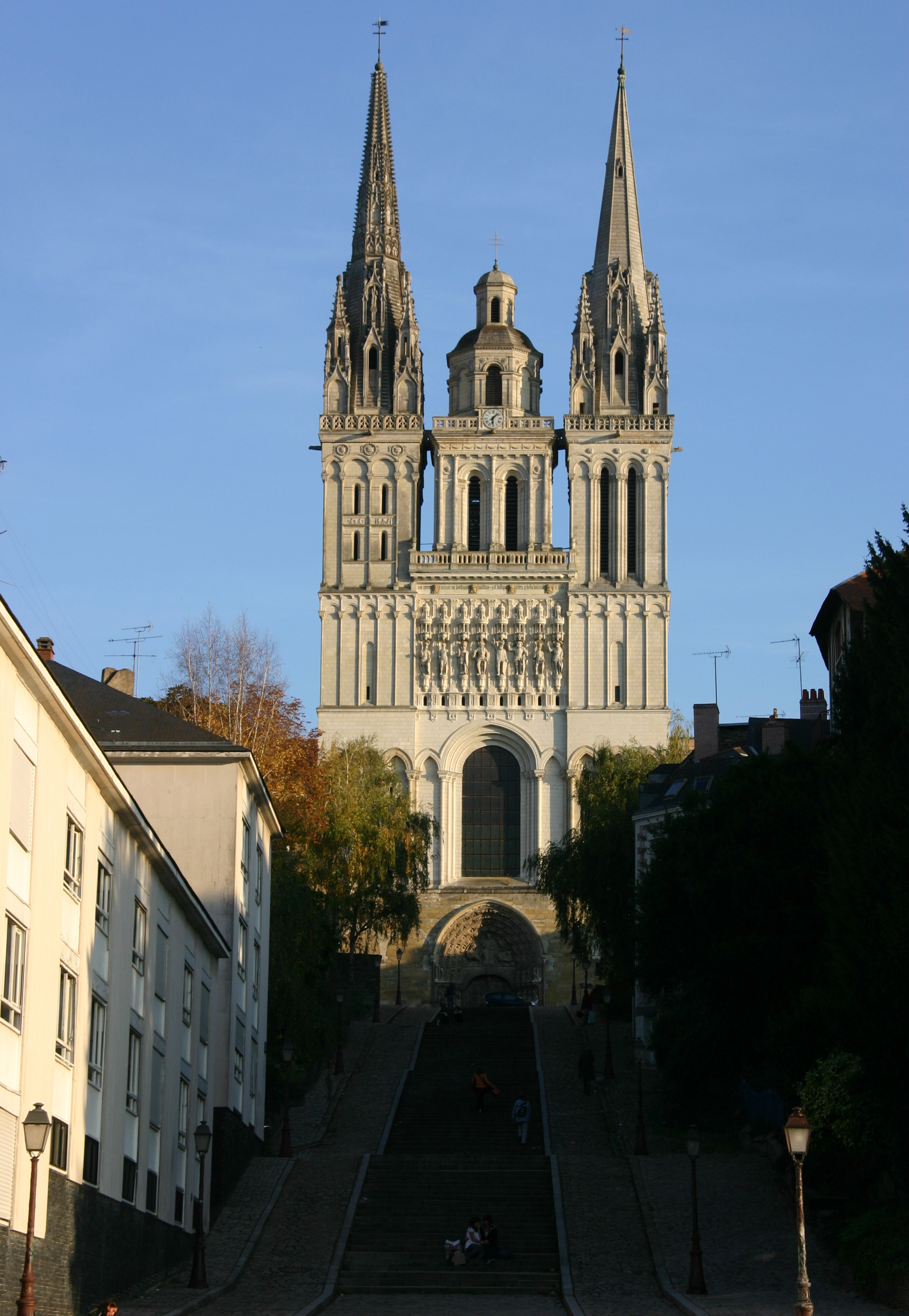
Fasada
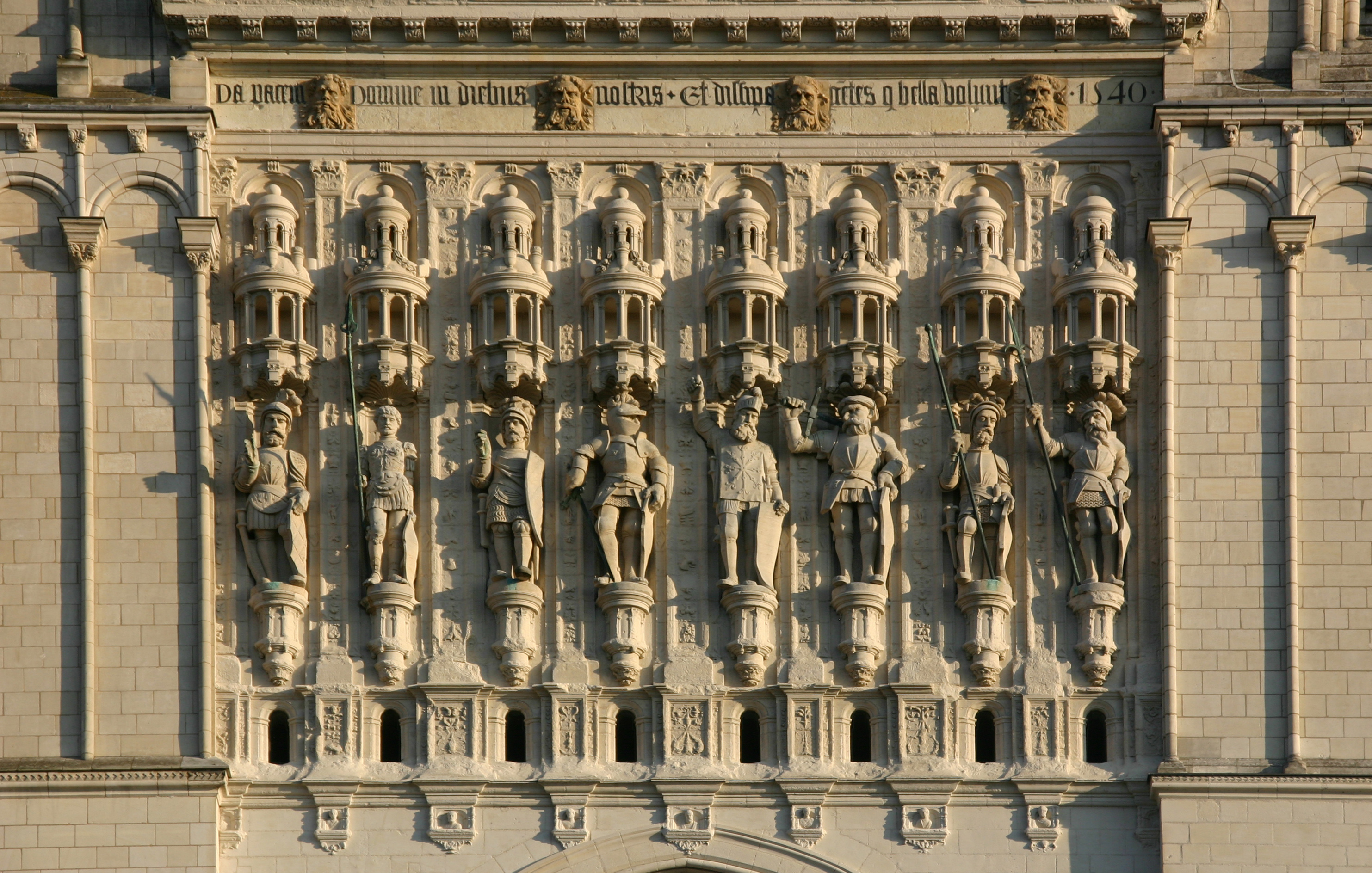
Figury św. Maurycego i towarzyszy
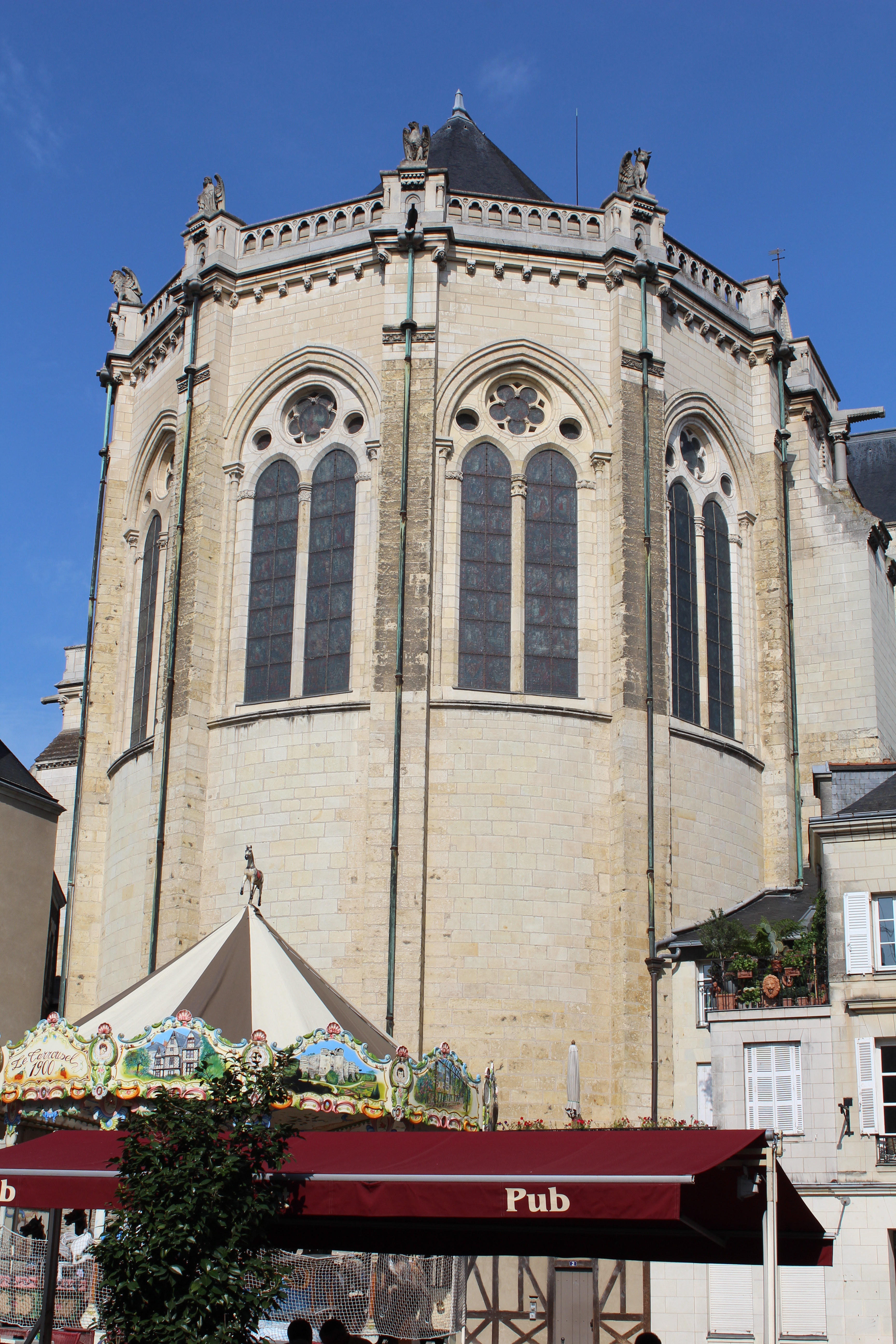
Absyda
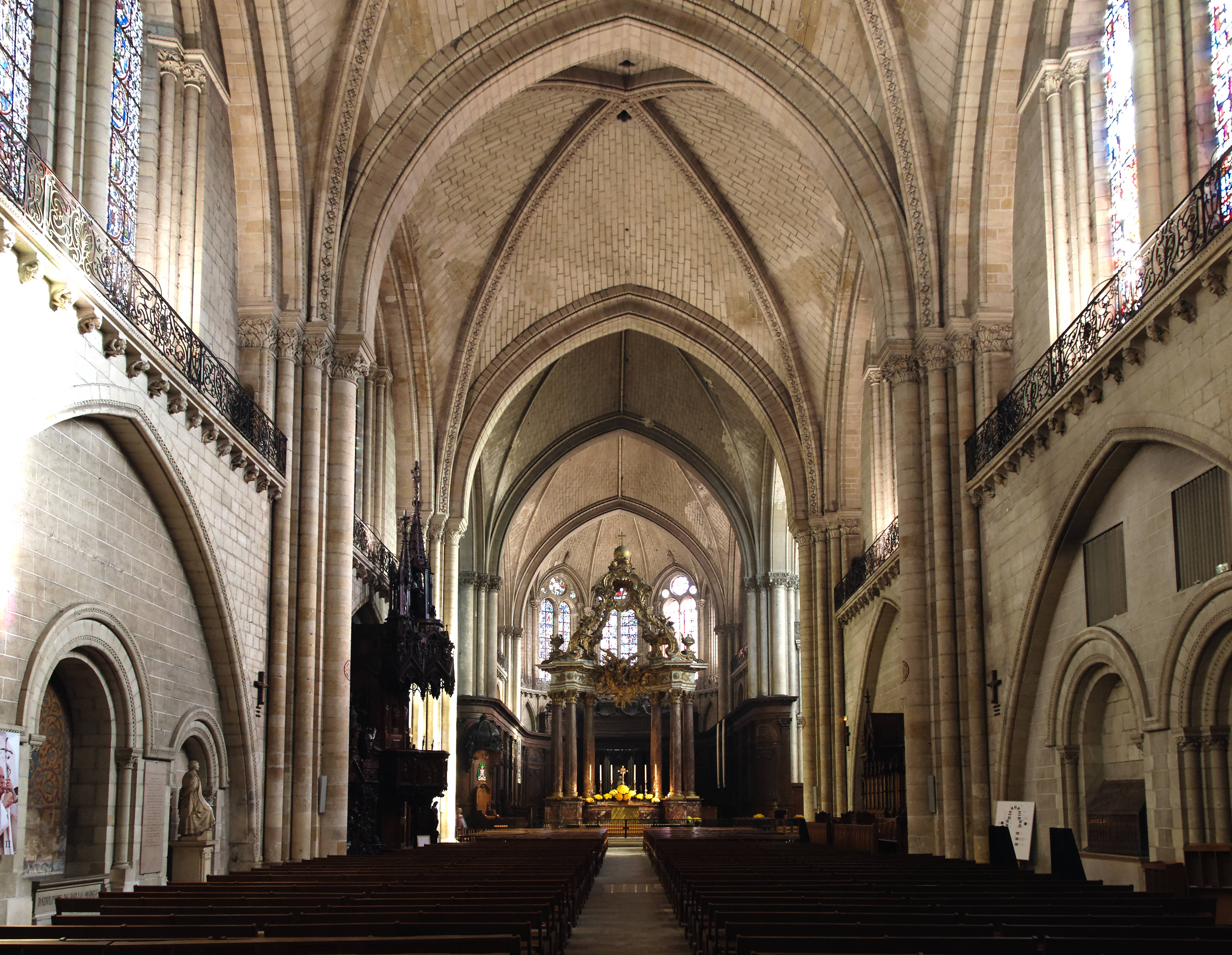
Wnętrze
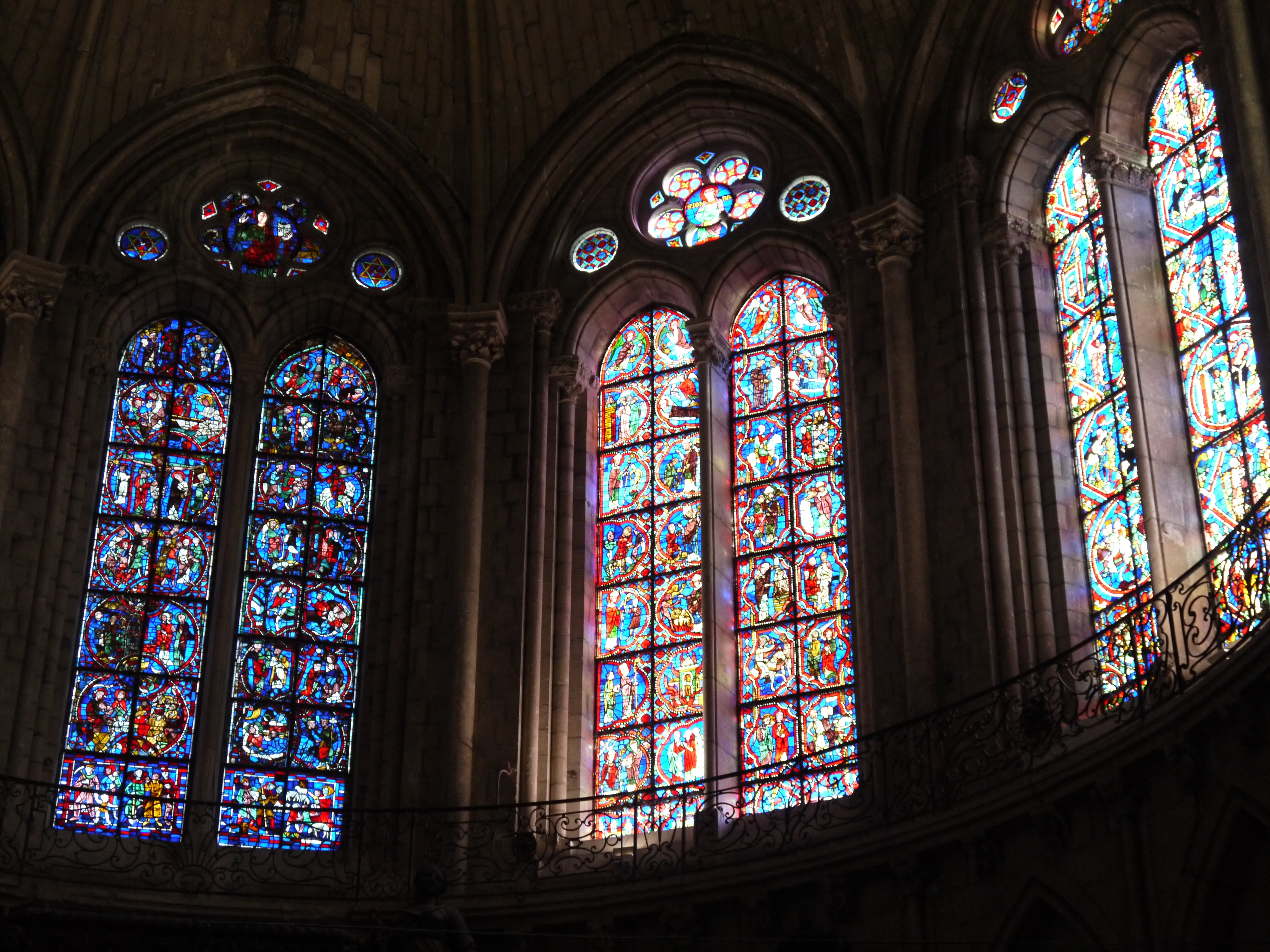
Witraże w absydzie
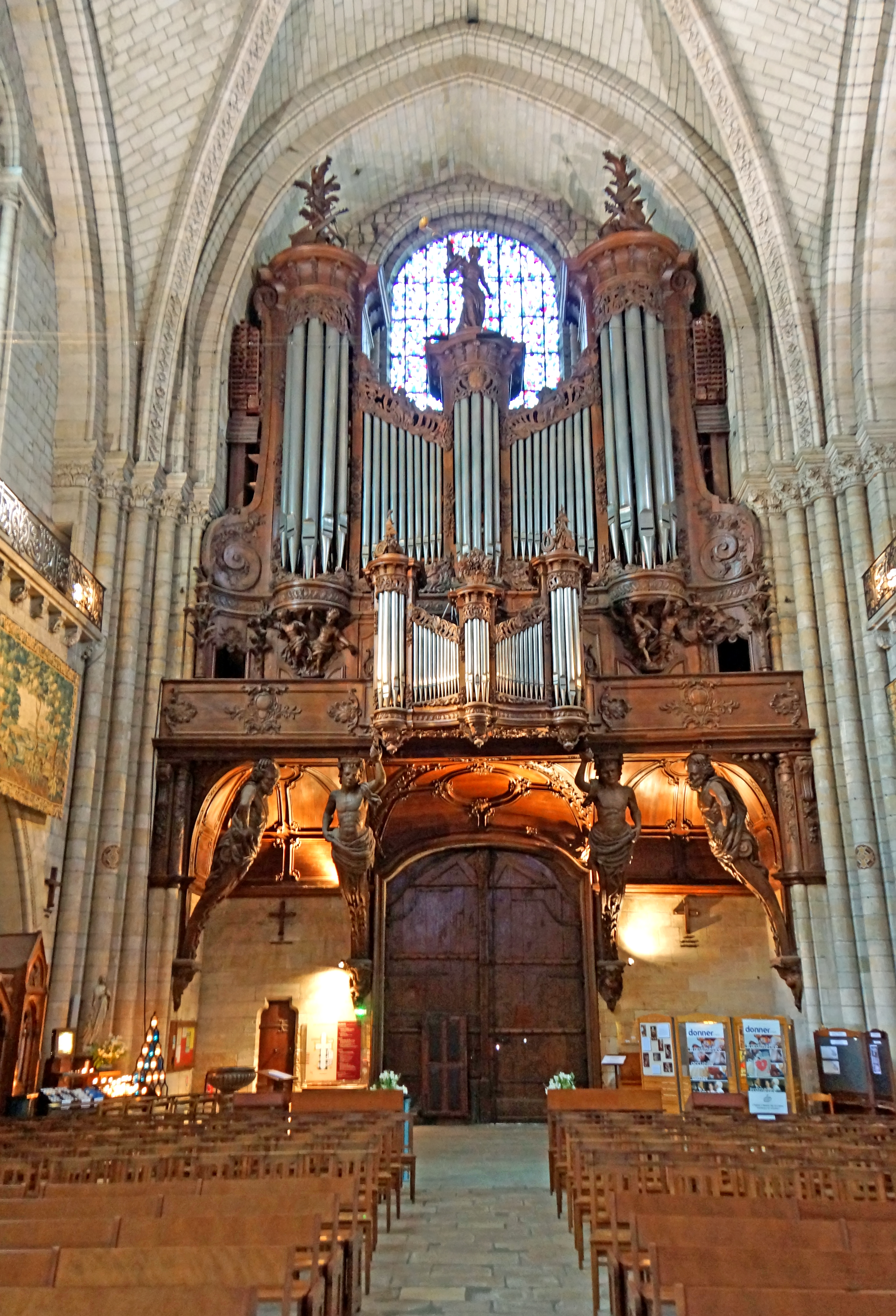
Organy